# Попокатепетл
Попокатепетл (шп. Popocatépetl, нaвт.  — „планина која се дими”), познат још као Ел Попо, је вулкан у централном Мексику висине 5426 метара. Његов мањи парњак је вулкан Икстацихуатл висине 5286 метара.
Попокатепетл је други вулкан Северне Америке по висини, после вулкана Оризаба. То је један од најактивнијих вулкана у Мексику. Забележено је више од 20 великих ерупција овога вулкана од доласка Шпанаца у Мексико 1519. Последња велика ерупција догодила се 21. децембра 1994.
Име Попокатепетл је астечког порекла и на језику наватл значи „брег који се пуши“.

## Галерија
- Вулкан Попокатепетл виђен са Кортесовог пролаза
- Вулкан Попокатепетл
- Сателитски снимак